# Bilovarci
Bilovarci, česky dříve Bělovarec, také Malá Krivá nebo Krivá Malá, ukrajinsky Біловарці, maďarsky Kiskirva, je obec v bedevlanské vesnické komunitě, v ťačivském okresu Zakarpatské oblasti Ukrajiny. V roce 2025 zde žilo 992 obyvatel.
V obci je historické a etnografické muzeum.

## Historie
První písemná zmínka pochází z roku 1373, poté v roce 1415 pod názvem Beelwara a v roce 1436 jako Belawar. Do uzavřeníTrianonské smlouvy byla obec součástí Uherska, poté součástí Československa. V roce 1921 zde stálo 160 domů a žilo zde 697 obyvatel, z toho 554 Rusínů a 143 Židů. Od 15. dubna 1939 byla obec součástí samostatného státu Karpatská Ukrajina; o několik dní později bylo Zakarpatí obsazeno maďarskými vojsky. Od roku 1945 obec patřila k Ukrajinské sovětské socialistické republice, která byla součástí SSSR, a nakonec od roku 1991 patří samostatné Ukrajině. 